# Aphthona czwalinae
{{Bảng phân loại
| name = Aphthona czwalinae
| image = 
| image_width = 250px
| image_caption = 
| regnum = Animalia
| phylum = Arthropoda
| classis = Insecta
| ordo = Coleoptera
| familia = Chrysomelidae
| genus = Aphthona
| species = A. czwalinae
| binomial = Aphthona czwalinae
| binomial_authority = Weise, 1888
Aphthona czwalinae là một loài bọ cánh cứng. Nó là thiên địch của Euphorbia esula. Nó là loài bản địa của Đông Âu và trung Á.